# Wilhelm Schmitz
Wilhelm Peter Schmitz (Lüttelforst, Renania del Norte-Westfalia, 20 de enero de 1864; † 4 de junio de 1944), arquitecto alemán que trabajó en el departamento de Mosela y en Renania.

## Biografía
Wilhelm Peter Schmitz nació en Lüttelforst, pequeño pueblo a 10 km de Monchengladbach y 50 km de Colonia, el 20 de enero de 1864. Estudió arquitectura entre 1877 y 1887 con los arquitectos Huerth, Julius Busch y Heinrich  Wiethase. Colabora en 1890 con Georg Frentzen, en el proyecto de la estación de Colonia. En la diócesis de Metz, Schmitz colabora también con Paul Tornow en el proyecto de reforma de la catedral de Metz. En 1898, sustituye a Reinhold Wirtz en Tréveris. Schmitz es nombrado arquitecto de la catedral de Tréveris y de la catedral de Metz en 1906. Colabora con Jules Wirtz (1875-1952) en varios proyectos civiles y religiosos, en Mosela y Renania. Su trabajo principal  entre 1898 y 1911 es la restauración de la catedral de Tréveris. Schmitz sucede en 1909 a Wolfram y Tornow en Mosela como conservador de los monumentos históricos de Lorena. Desde 1871 hasta 1919, Alsacia-Lorena fueron parte del Imperio Alemán que auspició el arte neogótico y neorománico como parte de la tradición germánica. Permaneció como arquitecto de la catedral de Metz hasta 1919, cuando es expulsado por las autoridades francesa, una vez terminada la Primera Guerra Mundial junto a otros miles de alemanes. Así que se instala en Colonia, donde trabajó en un despacho de arquitectos dedicada a reparar los daños causados por la guerra. Wilhelm Peter Schmitz falleció el 4 de junio de 1944.

## Publicaciones
- Wilhelm Peter Schmitz: Die Kirchlichen Barockbauten in Metz. Düsseldorf, 1915. Wilhelm Peter Schmitz: "Der mittelalterliche Profanbau in Lothringen. Zusammenstellung der noch vorhandenen Bauwerke aus der Zeit vom XII. bis zum XVI. Jahrhundert. (Textband + 81 Tafeln). Leipzig, Baumgärtner, ohne Jahr (1898).